# Историческа ревизия на Инквизицията
Историческата ревизия на Инквизицията е направление в историографията от 70-те години на 20 век поставящо си за цел в рамките на един всеобхватен схоластичен историографски проект да ревизира отношението в масовата култура към Конгрегация за доктрината на вярата въз основа на нова историческа методология и посредством отварянето на държавните архиви на Испания след смъртта на Франсиско Франко през 1975 г.
Виден представител на историческия ревизионизъм в тази област на историографията е Едуард Петерс, който е на мнение, че представата за инквизицията е индоктринален сбор от легенди и митове възникнали в периода между 16 и 20 век, въз основа на описания на инквизиционните трибунали. Целта на Питърс е да възстанови обективното отражение на историческата реалност по отношение на Инквизицията. 